# Инцидент с «Шеклтоном»
Инцидент с «Шеклтоном» — события, связанные с обстрелом аргентинским эсминцем «Альмиранте Сторни» британского исследовательского судна «Шеклтон» (Shackleton) в феврале 1976 года.

## История
4 февраля 1976 года судно «Шеклтон», находившееся в 6 милях от Фолклендских островов, было несколько раз обстреляно эсминцем, который мотивировал обстрел тем, что англичане находились в территориальных водах Республики Аргентина. Это произошло в период обострения англо-аргентинских переговоров по поводу принадлежности Фолклендов. Правительство Аргентины таким образом проводило политику «булавочных уколов».
Администрация Великобритании восприняла произошедшее как вызов. Спустя некоторое время был принят план на проведение демонстрации силы (Операция «Джорнимэн»).